# Randogne
Randogne foi uma comuna da Suíça, no Cantão Valais, com cerca de 3.138 habitantes. Estendia-se por uma área de 16,8 km², de densidade populacional de 187 hab/km². Confinava com as seguintes comunas: Icogne, Lenk im Simmental (BE), Lens, Mollens, Montana, Sierre, Venthône. 
A língua oficial nesta comuna era o Francês.

## História
Em 1 de janeiro de 2017, passou a formar parte da comuna de Crans-Montana.